# Kalvholm, Nagu
Kalvholm är en ö nära Ängsö i Nagu,  Finland. Den ligger i Skärgårdshavet i Pargas stad i landskapet Egentliga Finland, i den sydvästra delen av landet. Ön ligger omkring 2 kilometer öster om Ängsö, 12 kilometer sydväst om Nagu kyrka, 47 kilometer sydväst om Åbo och omkring 180 kilometer väster om Helsingfors. Närmaste allmänna förbindelse är förbindelsebryggan vid Hummelholm som trafikeras av M/S Cheri.
Öns area är 53 hektar och dess största längd är 1,2 kilometer i öst-västlig riktning. Ön höjer sig omkring 25 meter över havsytan.
På Kalvholm förekommer främst skog.